# Atletika
Atletika je ekskluzivna skupina športnih disciplin, ki jih v osnovi sestavljajo tek, met, skok in hitra hoja. Najpogostejše oblike atletskih tekmovanj so teki, skoki in meti na stadionu, tek po cesti, kros in hitra hoja. Zaradi enostavnosti tekmovanj in opreme so atletska tekmovanja ena najpogostejših športnih tekmovanj na svetu. Atletika je večinoma individualni šport, z izjemo štafetnih in ekipnih tekmovanj. 
Podatki o organizirani atletiki segajo v leto 776 pr. n. št., ko so potekale antične olimpijske igre, moderne discipline in tekmovanja nadzoruje Mednarodna atletska zveza. Atletska tekmovanja tvorijo osnovo modernih poletnih olimpijskih iger, odmevni tekmovanju sta tudi svetovno prvenstvo v atletiki in svetovno dvoransko prvenstvo v atletiki, hendikepirani atleti pa tekmujejo na poletnih paraolimpijskih igrah in svetovnem prvenstvu za hendikepirane atlete.

## Etimologija
Beseda atletika je izpeljanka iz starogrške besede ἀθλητής (athlētēs, »tekmovalec na javnem tekmovanju«) iz ἆθλον (athlon, »nagrada«) ali ἆθλος (athlos, »tekmovanje«). Prvotno je beseda pomenila atletska tekmovanja na splošno - športna tekmovanja, ki so temeljila na fizičnih sposobnostih tekmovalcev. V devetnajstem stoletju je beseda dobila ožji pomen v Evropi in je označevala športne panoge tek, hitra hoja, skoki in meti. Različica besede atletika v germanskih in romanskih jezikih ima podoben pomen. Le v Severni Ameriki je beseda atletika ostala sinonim za šport na splošno, kot je zgodovinski pomen besede. 

## Zgodovina

### Antika in srednji vek
Atletska tekmovanja v teku, hitri hoji, skokih in metih so med najstarejšimi športi in imajo svoje korenine v prazgodovini. Atletska tekmovanja so upodobljena v staroegipčanski grobnici v Saqqari, kjer so slike teka ob festivalu Heb Sed in skoka v višino iz 2250 pr. n. št. Tailteannske igre so bile antična ketska prireditev na Irskem okoli 1800 pr. n. št., tridnevno tekmovanje je vključevalo tek in met kamenja. Prvotna in edina disciplina prvih antičnih olimpijskih iger leta 776 pr. n. št. je bil tek okoli stadiona imenovan stadion. Kasneje so igram dodani nove discipline z meti in skoki v obliki antičnega peteroboja. Atletska tekmovanja so potekala tudi v okviru panhelenskih iger, ki so se začele okoli 500 pr. n. št.
V Angliji je v sedemnajstem stoletju potekalo tekmovanje Cotswold Olimpick Games, kjer je potekala različica tekmovanja v metu kladiva. Enkrat letno je med letoma 1796 in 1798 potekalo tekmovanje L'Olympiade de la République v revolucionarni Franciji, velja za predhodnika modernih poletnih olimpijskih iger. Glavna disciplina je bil tek, prikazane pa so bila tudi drugi starogrške discipline. Igre leta 1796 so v šport uvedle metrični sistem.

### Moderna doba
Kraljevi vojaški kolidž v Sandhursti naj bi bil prvi organizator modernih atletskih tekmovanj med letoma 1812 in 1825, toda za to ni dokazov. Najstarejše dokumentirano tekmovanje je potekalo v Shrewsburyju leta 1840 na tamkajšnji kraljevi šoli. Podrobnosti o tekmovanju so se ohranile v obliki pisem, ki jih je tamkajšnji učenec med letoma 1838 in 1841 C.T. Robinson napisal 60 let za tem. Kraljeva vojaška akademija v Woolwichu je tekmovanje priredila leta 1849, prva redna tekmovanja pa je prirejal Exeter College, Oxford od leta 1850.
Prvo moderno dvoransko atletsko tekmovanje je potekalo v 60. letih 19. stoletja v londonski dvorani Ashburnham Hall, kjer so potekala štiri tekaška tekmovanja in troskok.
Leta 1880 je bila v Angliji ustanovljena Amaterska atletska zveza (AAA), prva nacionalna atletska zveza, ki je začela prirejati tekmovanja AAA Championships. Vsakoletno tekmovanje se je začelo tudi v ZDA USA Outdoor Track and Field Championships, ki se je prvič odvijalo leta 1876 v New York Athletic Clubu. Atletika je postala regulirana in standardizirana preko angleške AAA in drugih zvez konec devetnajstega stoletja, kot sta Amateur Athletic Union v ZDA leta 1888 in Union des sociétés françaises de sports athlétiques v Franciji leta 1889.
Atletska tekmovanja so bila leta 1896 vključena v prve moderne olimpijske igre, ki vse od tedaj velja za enega najpomembnejših večšportnih tekmovanj na svetu. Prvotno so tekmovanja potekala le za moške, leta 1928 so bile v olimpijski program dodane tudi ženske atletske discipline. Atletska tekmovanja so tudi del paraolimpijskih iger vse od prvih iger leta 1960. 
Mednarodna atletska zveza (IAAF) je bila ustanovljena leta 1912 kot Mednarodna amaterska atletska zveza, od leta 2001 ima sedanje ime. Leta 1983 je zveza organizirala prvo svetovno prvenstvo v atletiki. V moderni atletiki so lahko podeljujejo denarne nagrade zmagovalcem, pred tem je bil velik poudarek na amaterizmu, zaradi česar številni atleti niso smeli tekmovati.

## Atletske discipline
Mednarodna atletska zveza opredeljuje atletiko kot sestavljeno iz petih sklopov disciplin: stadionske discipline, tek po cesti, hitra hoja, kros in gorski tek. Vse atletske discipline so individualni športi z izjemo štafetnih tekov. Toda na nekaterih tekmovanjih so rezultati atletov združeni po državah za meddržavno prvenstvo, v primeru krosa pa za posamezno državo ali ekipo šteje le rezultat najboljšega njenega člana.

### Stadionske discipline
Stadionske discipline so tiste atletske discipline, ki se izvajajo na atletskih stadionih. Razvile so se v poznem devetnajstem stoletju kot tekmovanje med atleti, ki so zastopali konkurenčne izobraževalne ustanove, vojaške organizacije ali športne klube. Sodelujoči atleti nastopajo v eni ali več disciplin, moški in ženske tekmujejo ločeno. Večina stadionskih disciplin poteka tako na stadionih, kot v dvoranah, večina dvoranskih tekmovanj poteka pozimi, na prostem pa tekmujejo poleti. 
Več različnih tekaških disciplin poteka na stezi atletskega stadiona, po dolžini proge se delijo na šprint, tek na srednje proge in tek na dolge proge. V štafetnem teku vsako ekipo zastopajo štirje tekači, ki morajo po določeni razdalji predati štafetno palico naslednjemu tekaču v svoji ekipi, četrti pa priteče v cilj. Tek čez ovire na več razdaljah in tek na 3000 m z zaprekami so različice teka, pri katerem morajo tekači premagati ovire ali zapreke na progi. Na notranjem delu stadiona potekata dva tipa disciplin, meti in skoki. Pri metih za rezultat šteje dolžina, katero lahko atlet doseže z metom ali sunkom določenega metalnega orodja. Metalne discipline so suvanje krogle, met diska, met kopja in met kladiva. Štiri najpogostejši skakalne discipline so skok v daljino in troskok, kjer se meri vodoravna dolžina, ki jo atlet preskoči, ter skok v višino in skok ob palici, kjer se meri preskočena višina. Najpogostejši sestavljeni disciplini sta deseteroboj, v katerem običajno tekmujejo atleti, in sedmeroboj, v katerem običajno tekmujejo atletinje. Tekmovanje poteka v več različnih disciplinah, vsak dosežek pa prinese določeno število točk za skupen rezultat.
Najprestižnejša tekmovanja v stadionskih disciplinah potekajo v okviru atletskih prvenstev in atletskega programa na večšportnih tekmovanjih. Olimpijska atletska tekmovanja in svetovno prvenstvo v atletiki ter paraolimpijska atletska tekmovanja in svetovno prvenstvo za hendikepirane atlete so najvišja in najprestižnejša tekmovanja. Tekmovanja v stadionskih športnih so najpomembnejši del večjih atletskih prvenstev in največ znanih atletov tekmuje v teh disciplinah. Ločena tekmovanja potekajo na ravni državnih prvenstev in vsakoletnih prvenstev, kjer lahko tekmujejo le povabljeni atleti. Rang tekmovanj je od elitnih - kot je Diamantna liga - do osnovnih, kjer lahko nastopi vsak, ki se tekmovanja udeleži, ter klubskih in šolskih tekmovanj.

### Cestni tek
Tekmovanja v cestnem teku so tekaška tekmovanja (predvsem tek na dolge proge), ki v večjem delu potekajo po asfaltiranih ali tlakovanih cestah, velikokrat pa je cilj teka na stadionu. Poleg tega, da je to pogost rekreacijski šport, elitni nivo športa sestavljajo predvsem maratonski teki, ki so eni najbolj priljubljenih atletskih disciplin. Tek po cesti lahko poteka na kateri koli razdalji, toda najpogostejši so maraton, polmaraton, tek na 10 km in tek na 5 km. Maraton je edina disciplina na cesti, ki poteka na svetovnih prvenstvih v atletiki in poletnih olimpijskih igrah, enkrat letno poteka tudi svetovno prvenstvo v polmaratonu. Vsako leto poteka serija petih najprestižnejših maratonov, ki so Berlinski, Bostonski, Chicaški, Londonski in New Yorkški maratoni.
Tek po cesti ima korenine v aktivnostih lakajev, moških služabnikov, ki so tekli ob kočijah aristokratov v osemnajstem stoletju in tudi po opravkih svojih gospodarjev na večjih razdaljah. Teki so se razvili iz stav med aristokrati, kateri izmed njihovih lakajev je najhitrejši. Šport je postal profesionaliziran, ko so lakaje začeli najemati posebej zaradi njihovih atletskih sposobnosti in jih trenirali za tekmovanja s stavami. Amaterizem, ki je v poznem devetnajstem stoletju začel prevladovati v športu, je profesionalne tekme s stavami spravil na obrobje. Na Poletnih olimpijskih igrah 1896 je prvič potekal moderni maraton, ki je vodil do povečanja tekmovanj v teku po cesti, kot so Bostonski maraton (prvič leta 1897) ter Maraton okoli jezera Biwa in Fukuoški maraton, ki sta se začela v štiridesetih letih. Z razmahom popularnosti teka v ZDA v sedemdesetih letih je tek po cesti postal pogosta rekreacija, kar je tudi povečalo njegovo popularnost na elitni ravni.

### Kros
Kros je najbolj prvinska atletska disciplina, saj poteka na odprtih progah, kot so travniki, gozdovi in zemlja. Tekmovanja potekajo v individualnih in ekipnih disciplinah na razdaljah vsaj 4 km. Uspešni tekmovalci v krosu pogosto tekmujejo tudi v teku na dolge proge. 
Crick Run v Angliji leta 1838 je prvo dokumentirano tekmovanje v krosu. Šport je postal popularen v Veliki Britaniji, nato še na ameriških šolah, kar je pripeljalo do prvega mednarodnega prvenstva v krosu leta 1903. Prvo svetovno prvenstvo v krosu je potekalo leta 1973 in pomeni najvišjo tekmovalno raven krosa. Vsako leto poteka tudi več celinskih tekmovanj, kot so azijsko prvenstvo v krosu, evropsko prvenstvo v krosu, severnoameriško prvenstvo v krosu in južnoameriško prvenstvo v krosu. Šport je ostal prisoten tudi na šolskem nivoju, predvsem v Združenem kraljestvu in ZDA.
Čeprav tekmovanja v krosu niso več olimpijski šport, del olimpijskega progama so bili med letoma 1912 in 1924, so še vedno prisotni na olimpijskih igrah kot del modernega peteroboja od leta 1912. Ena od različic krosa je gorski tek, ki vsebuje večje strme dele proge kot dodaten faktor tekmovanja. Orientacijski tek je prav tako podoben krosu, le da vsebuje še dodatni faktor orientacije. 

### Hitra hoja
Hitra hoja je oblika tekmovanj v hoji, ki običajno poteka na cestah, občasno tudi na tekaških stezah. Hitra hoja je edina atletska disciplina, kjer sodniki nadzorujejo tehniko tekmovalcev. Ena noga mora vedno biti v stiku s podlago, prednja noga pa mora biti stegnjena, ne pokrčena v kolenu – neupoštevanje tega pravila vodi v diskvalifikacijo.  Po novih Pravilih IAAF se disciplina imenuje tekmovalna hoja. 
Hitra hoja se je razvila iz pedestrianizma, ki se je pojavil v poznem osemnajstem stoletju v Angliji. Tedaj so gledalci stavili na rezultat tekmovanj v hoji. Šport je imel glavni poudarek na vzdržljivosti, saj so tekmovanja potekala na večjih razdaljah ali pa so morali tekmovalci doseči predpisano razdaljo v določenem časovnem okviru, kot pri tekmovanju centurion v hoji na 160 km v 24 urah. V tem obdobju so tekmovanja pogosto potekala na atletskih stezah, kjer je bilo lažje izmeriti dolžino, na Poletnih olimpijskih igrah 1908 v Londonu sta prvič potekali tekmovanji v hitri hoji na 3500 m in 10 milj. Na Poletnih olimpijskih igrah 1928 je hitra hoja izpadla iz olimpijskega programa, toda hitra hoja na 50 km je olimpijska disciplina vse od Poletnih olimpijskih iger 1932. Hitra hoja na 20 km za moške je bila v olimpijski program dodana na Poletnih olimpijskih igrah 1956, za ženske pa na Poletnih olimpijskih igrah 1992. Najpogostejša tekmovanja potekajo na razdaljah 10, 20 in 50 km na cesti ter 3 in 5 km v dvorani.
Tekmovanja najvišjega nivoja v hitri hoji potekajo na svetovnih prvenstvih v atletiki in na poletnih olimpijskih igrah, čeprav ima disciplina tudi svoje lastno tekmovanje – svetovni pokal v hitri hoji – ki poteka od leta 1961. Svetovni izziv v hitri hoji pomeni večji del tekmovanj v sezoni – atleti dobijo točke za nastop na desetih izbranih tekmovanjih, najboljši v sezoni se uvrstijo na finalno tekmovanje.

## Prizorišča
Profesionalna atletska tekmovanja skoraj brez izjeme potekajo na enem od treh tipov prizorišč: stadionih, progah po travnikih ali skozi gozd in cestnih progah. To zagotavlja, da tekmovanja potekajo v standardizirani obliki, izboljšuje varnost atletov in zanimivost za gledalce. Na osnovnem nivoju številne atletske discipline niso zahtevne glede prizorišča in opreme, teki, skoki in meti lahko potekajo na skoraj kateri koli odprti površini. 

### Atletski stadion
Standardna tekaška steza poteka krožno po zunanjem robu stadiona, meri 400 m v dolžino in ima vsaj osem prog s širino 1,22 m. Nekateri starejši stadioni imajo nestandarno dolžino steze, kot je 440 jardov (402,3 m), kar je pogosto v ZDA. Nekdaj so bile steze prekrite s peščeno tekaško površino, moderne steze za tek v vsakem vremenu pa so prekrite s sintetično površino odporno proti vremenu, ki je običajno iz gume (SBR ali EPDM), vezane s poliuretanom ali smolo iz lateksa. Nekatere starejše steze so prekrite z žlindro.
Standardna atletska dvorana ima podobno razporeditev tekmovališč kot na atletskem stadionu, le da je dolžina steze 200 m ter ima med štiri in osem prog širine med 0,90 in 1,10 m. Pogosto so ovinki v dvorani nagnjeni, kar izniči vpliv manjšega radiusa zavojev. Zaradi prostorskih omejitev dvoranska tekmovanja ne gostijo vseh disciplin, ki potekajo na atletskih stadionih. 

### Proge za kros
Za proge za kros ne obstaja standardizirana oblika in vsaka proga je močno odvisna od okolja v katerem se nahaja – nekatere proge so precej ravne in puste, druga pa imajo lahko naravne ovire, ostre zavoje in zahtevno podlago. Namensko zgrajenih prog za kros je malo, večina jih poteka skozi naravno okoli, običajno park, gozd ali travnik v okoli nekega kraja ali mesta.
Na profesionalnem in elitnem nivoju morajo biti proge krožne, dolžina posameznega kroga pa med 1750 in 2000 m. Večje ovire, kot so globoki jarki, visoke ovire ali gosta podrast običajno niso prisotni; atleti naj bi celotno progo pretekli. Za razlikovanje od teka po cesti se organizatorji izogibajo progam z nenaravnim materialom, kot je makadam. Ker večina prog poteka po podlagah, kot so trava, zemlja in blato, lahko vremenske razmere močno vplivajo na težavnost proge, saj sneg in dež naredita podlago spolzko in ustavite luže.

### Proge za tek po cesti
Površina dirk v teku po cesti je zelo pomembna, zato Mednarodna atletska zveza predpisuje, da morajo proge potekati po umetno zgrajenih cestah, kolesarskih stezah ali pešpoteh. Če proga poteka po prometnih mestnih cestah, je promet v času tekmovanja ustavljen ali preusmerjen. Čeprav se mehkemu terenu običajno izogiba, pa se dirke lahko začnejo ali končajo na mehkem terenu ali na stadionu. Obstajata dve vrsti prog za tek po cesti, krožne in od točke do točke. Proge so lahko izmerjene, da merijo točno določeno dolžino, npr. 10 km, ali pa potekajo le med dvema znamenitostma.
Proge za tek po cesti daljše od 5 km običajno atletom ponujajo postaje s pijačo ali prigrizki na vnaprej določenih točkah, na večjih dirkah so ob progi pripravljene tudi reševalne službe zaradi zdravstvenih nevarnosti ob teku na dolge proge. Elitna tekmovanja v teku po cesti potekajo na zaprti krožni progi, dolgi med 2000 in 2500. Za tekme daljše od 10 km je pijača na voljo v vsakem krogu tekmovanja.

## Tekmovanja
Atletska tekmovanja se v grobem delijo na mednarodna prvenstva, državna prvenstva in mitinge. Atletika na mednarodnih prvenstvih ali igrah predstavlja vrhunec atletskih tekmovanj in se ga udeležujejo najboljši atleti, ki zastopajo svojo državo ali regijo. Organizacijo tovrstnih tekmovanj običajno nadzira svetovna, celinska ali regionalna atletska zveza. Za uvrstitev atletov na tekmovanja morajo ti pogosto izpolniti normo ali določeno uvrstitev na državnem prvenstvu, to določi in nadzira posamezna državna atletska zveza. Državna prvenstva so vsakoletna tekmovanja, ki jih prirejajo državne atletske zveze in določijo najboljše atlete v državi za posamezne discipline. Enodnevni atletski mitingi so najosnovnejša in najpogostejša raven atletskih tekmovanj. Za nastop na takih tekmovanjih je pogosto potrebno povabilo organizatorja, ki so športne organizacije, promotorji športa ali druge ustanove.
Tekmovanja običajno potekajo le v enem sklopu atletskih disciplin. Vseeno pa na več pomembnejših mednarodnih večšportnih tekmovanjih hkrati potekajo stadionske discipline, tek po cesti in hitra hoja.

### Olimpijske igre
Moderne poletne olimpijske igre so prvo večje tekmovanje, kjer so potekale atletske discipline. Od prvih olimpijskih iger leta 1896 so del olimpijskega programa vsi štirje sklopi atletskih disciplin, čeprav kros ni več samostojna disciplina. Olimpijska tekmovanja predstavljajo najbolj prestižna tekmovanja v atletiki, več atletskih disciplin pa je najprestižnejših na poletnih olimpijskih igrah kot celoti. Na olimpijskih igrah poteka 47 atletskih disciplin, 24 za moške in 23 za ženske. Moške in ženske discipline so identična ali podobna, z izjemo hitre hoje na 50 km za moške.

### Paraolimpijske igre
Poletne paraolimpijske igre vsebujeju discipline za hendikepirane atlete. Od začetka iger leta 1960 potekajo stadionske discipline in tek po cesti ter veljajo za najprestižnejše atletsko tekmovanje za hendikepirane atlete. Med olimpijskimi disciplinami je tudi dirka na lahkih invalidskih vozičkih ter tek slepih in slabovidnih z vodnikom. Od leta 2012 prejmejo medalje za zmagovalce tudi vodniki.

### Svetovna prvenstva
Svetovno prvenstvo v atletiki je najpomembnejše mednarodno tekmovanje Mednarodne atletske zveze. Dvoletno tekmovanje je prvič potekalo leta 1983, aktualni program disciplin pa je enak olimpijskim igram. Tako so del tekmovanja stadionske discipline, tek po cesti in hitra hoja. V okviru svetovnega prvenstva pa ni tekmovanj v krosu, ki jih gosti ločeno Svetovno prvenstvo v krogu od leta 1973. Svetovno dvoransko prvenstvo v atletiki poteka prav tako na dve leti, gosti pa le stadionske discipline. Najpomembnejše ločeno tekmovanje v teku po cesti je Svetovno prvenstvo v polmaratonu. Čeprav nima uradne statusa svetovnega prvenstva, pa podobno vlogo opravlja tudi svetovni pokal v hitri hoji, ki poteka na dve leti. Stadionske discipline so edine v atletiki, ki nimajo svojega ločenega svetovnega prvenstva, čeprav na štiri leta poteka kontinentalni pokal. Drugi odmevni tekmovanji sta svetovno mladinsko prvenstvo v atletiki (do 19 let) in svetovno pionirsko prvenstvo v atletiki (do 17 let).